# Kubang (Guguak)
Kubang is een bestuurslaag in het regentschap Lima Puluh Kota van de provincie West-Sumatra, Indonesië. Kubang telt 5310 inwoners (volkstelling 2010).